# エドガール・フォール
エドガール・フォール（Edgar Faure, 1908年8月18日 - 1988年3月30日）は、フランスの政治家、随筆家、歴史家、伝記作家。

## 経歴
1908年8月18日ラングドック・ルシヨンのベジエに生まれる。弁護士を目指してパリに上京し、27歳でパリ弁護士会所属の弁護士となる。これは、当時フランス全国最年少記録であった。パリで弁護士活動の傍ら、政治に興味を持ち、フランス第三共和政における主要政党のひとつであった急進社会党（急進党）に入党した。
第二次世界大戦中、フランスがナチス・ドイツによって占領されると、レジスタンス運動に参加、マキの一員となってドイツ軍に抵抗した。1942年にはシャルル・ド・ゴールの指揮の下、アルジェリアで活動し、共和国臨時政府の立法部門の責任者になった。戦後、ニュルンベルク裁判では弁護人を務めた。
1946年ジュラ県から急進党公認で国民議会に立候補、当選する。戦後、成立したフランス第四共和政は第三共和政同様、小党乱立のため、常に不安定な政局を強いられた。この中で急進党は、連立内閣を構成する上で重要な役割を果たした。フォール自身、多数の閣僚歴を重ね、1952年および1955年から1956年の2度にわたり閣僚評議会議長（首相）を務めた。フォールは急進党内の派閥では右派に属し、右派の領袖として、党内左派のピエール・マンデス＝フランスとはライバル関係にあった。
1955年3月16日、イギリスの後を追うように水爆の製造計画を発表。しかし批判を受けて翌月に撤回。
急進党内右派ということもあり、第四共和政12年間の間にフォールの政治思想は急進党の中道主義から次第に転向し、右傾化していった。第五共和政成立に当たっては、これに反対し、1962年の国民投票に関しては反対していた。しかし最終的には、ド・ゴール主義に傾斜し、ゴーリスト政党である新共和連合に参加した。1963年には党の非公式代表として中華人民共和国を訪問している。1966年農相、1968年国民教育相、1972年社会相を歴任。特に教育行政では、フランス国内の大学改革プロジェクトを提示した他、ユネスコの教育開発国際委員会の委員長として1970年生涯教育に関する報告（フォール委員会報告、原題は「未来の学習」Learning To be）を発表した。1974年フランス大統領選挙の候補者に擁立する動きもあったが、フォールは立候補を固辞し、ド・ゴール派のジャック・シャバン＝デルマスではなく、ヴァレリー・ジスカール・デスタンを支持した。

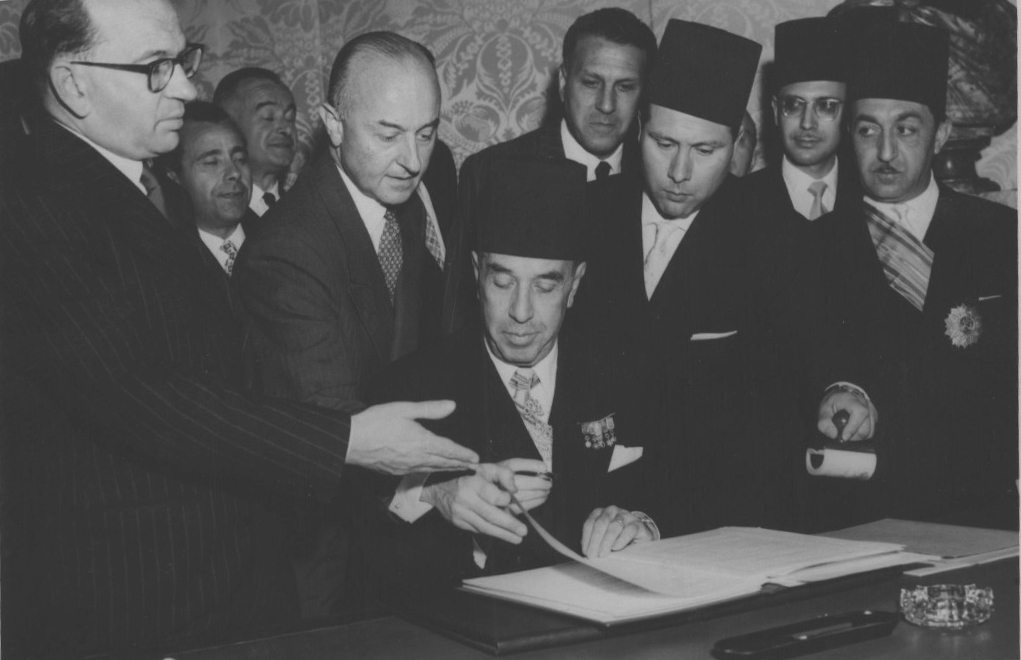
チュニジアとの自治協定調印に臨むフォール(左端の人物)

急進党、ド・ゴール派、ジスカール・デスタンのフランス民主連合、さらには共和国連合へと渡り歩いた政界での閲歴から、出世第一主義者、風見鶏と批判されることもあったが、フォール自身はユーモアに溢れた人物で、風見鶏という悪口に対しても「回るのは風見鶏ではない。風が回すのだ」と答えている。
1971年から1977年までポンタルリエ市長。1973年下院国民議会議長に選出され、1978年にはフランス学士院会員となった。
1988年3月30日死去。パリ、パッシー墓地に眠る。

## 日本との関係
1966年（昭和41年）フォールは、エドウィン・O・ライシャワーらとともにOECDの教育調査団に参加し、「日本の教育政策」に関する報告を行っている。
フォールら教育調査団は、日本の教育が高度経済成長への巨大な貢献に言及し、初等教育を評価する一方で、日本の教育が抱える課題として、大学を頂点とする高等教育の硬直化、階層化を指摘した。さらに、教育の国際化の必要性を強調している。 

## 著作
フォールは、以下の著作を出版した。
- Le serpent et la tortue (les problèmes de la Chine populaire), Juillard, 1957
- La disgrâce de Turgot, Gallimard, 1961　<邦訳『チュルゴーの失脚　1776年5月12日のドラマ』上・下、渡辺恭彦訳、法政大学出版局、2007年>
- La capitation de Dioclétien, Sirey 1961
- Prévoir le présent, Gallimard, 1966
- L'éducation nationale et la participation, Plon, 1968
- Philosophie d'une réforme, Plon, 1969
- L'âme du combat, Fayard, 1969
- Ce que je crois, Grasset, 1971
- Pour un nouveau contrat social, Seuil, 1973
- Au-delà du dialogue avec Philippe Sollers, Balland, 1977
- La banqueroute de Law, Gallimard, 1977
- La philosophie de Karl Popper et la société politique d'ouverture, Firmin Didot, 1981
- Pascal: le procès des provinciales, Firmin Didot, 1930
- Le pétrole dans la paix et dans la guerre, Nouvelle revue critique 1938
- Mémoires I, "Avoir toujours raison, c'est un grand tort", Plon, 1982
- Mémoires II, "Si tel doit être mon destin ce soir", Plon, 1984
- Discours prononcé pour la réception de Senghor à l'Académie française, le 29 mars 1984